# Lucien Brumpt
Lucien Brumpt, né le 16 janvier 1910 à Paris et mort le 11 avril 1999 à Paris, est un professeur de médecine français, spécialiste des maladies parasitaires et tropicales.

## Biographie
Lucien Brumpt est le fils d'Émile Brumpt, le neveu d'Henri Galliard et l'époux de Cécile Mery de Bellegarde.
Membre de l'Académie des sciences d'Outre-Mer et de l'Académie nationale de médecine, il est le président de la Société d'anthropologie de Paris, de la Société de pathologie exotique, de la Société française d'hématologie et de la Société française de biologie clinique.